# Vena basilar
La vena basilar, vena basal o vena de Rosenthal (vena basilaris, vena basilaris Rosenthalii, TA: vena basalis) es una vena encefálica que se origina en la sustancia perforada anterior, pasa hacia atrás y alrededor del pedúnculo cerebral y se vacía en la Vena cerebral magna (de Galeno).

## Tributarias
Está formada en la sustancia perforada anterior por la unión de:
- Una pequeña vena cerebral anterior, que acompaña a la arteria cerebral anterior e irriga la superficie medial del lóbulo frontal del cerebro por medio de la vena frontobasal.
- La vena cerebral media profunda (vena silviana profunda), que recibe tributarias de la ínsula y las circunvoluciones o giros vecinos, discurre por la parte inferior de la fisura cerebral lateral.
- Las venas estriadas inferiores, que abandonan el cuerpo estriado a través de la sustancia perforada anterior.

## Trayecto
La vena basilar pasa hacia detrás alrededor del pedúnculo cerebral, y termina en las venas cerebrales internas; recibe tributarias de la fosa interpeduncular, el cuerno inferior del ventrículo lateral, la circunvolución del parahipocampo, y el mesencéfalo.